# Битка при Фолкландските острови
Битката при Фокландските острови (на английски: Battle of the Falkland Islands; на немски: Seegefecht bei den Falklandinseln) е морска победа на Британския кралски флот над Имперския германски флот на 8 декември 1914 г. по време на Първата световна война в Южния Атлантик. Британците, след поражението в битката при Коронел на 1 ноември, изпращат голяма сила, която да проследи и унищожи победната германска крайцерска ескадра.
Адмирал граф Максимилиан фон Шпее – командващ германската ескадра от двата броненосни крайцера „Шарнхорст“ и „Гнайзенау“, бронепалубните крайцери „Нюрнберг“, „Дрезден“ и „Лайпциг“ и 3 спомагателни съда, се опитва да извърши набег над британската снабдителна база в Порт Стенли на Фолкландските острови. По-голямата британска ескадра, състояща се от линейните крайцери „Инвинсибъл“ и „Инфлексибъл“, броненосните крайцери „Карнаворн“, „Корнуол“ и „Кент“ и бронепалубните крайцери „Бристъл“ и „Глазгоу“, пристига в пристанището едва предишния ден.
Видимостта е в своя максимум, морето е спокойно с лек бриз от северозапад, ярък, слънчев, ясен ден. Авангардът на германската ескадра е открит рано и до 9 ч. сутринта на 8 декември, британските крайцери започват преследване на 5-те германски кораба, които бягат в линия един до друг на югоизток. Всички, с изключение на „Дрезден“ и спомагателния „Зайдлиц“, са потопени.

## История на сражението
За нападението са избрани „Гнайзенау“ и „Нюрнберг“, на 8 декември сутринта те се приближават към Фолклендските острови с намерението да унищожат радиостанцията. Наблюдателите на борда на „Гнайзенау“ забелязват дима в Порт Стенли, но немците предполагат, че британците горят своите въглищни складове, за да не ги получат германците. Когато те се приближават към залива, около тях започват да падат снаряди с калибър 30,5 см (12 дюйма) от броненосеца „Канопос“, който преди това е изхвърлен на брега, за да се използва като брегова батарея. Наблюдателите от германските кораби забелязват триногите мачти на линейните крайцери, макар отначало да решават, че те принадлежат на линейния крайцер „Австралия“ (HMAS Australia). Шпее получава съобщение за това, че са забелязани няколко вражески кораба, което заедно със стрелбата на „Канопос“ го кара да отмени атаката. В 10.45 германските кораби се престрояват и поемат на югоизток със скорост 22 възела (41 км/ч). Шпее построява ескадрата в следния ред: „Гнайзенау“ и „Нюрнберг“ отпред, „Шарнхорст“ в центъра, а „Дрезден“ и „Лайпциг“ отзад. Британските линейни крайцери незабавно вдигат пара и излизат от залива, започвайки преследването на Източноазиатската ескадра.
Шпее разбира, че неговите броненосни крайцери няма да избягат на по-бързоходните британски линейни крайцери и заповядва на трите леки крайцера да си пробиват път, а със своите тежки крайцери взема друг курс. Стърди изпраща своите леки крайцери да преследват германските леки крайцери. „Инвинсибъл“ открива огън по „Шарнхорст“, а „Инфлексибъл“ по „Гнайзенау“, Шпее, на свой ред, дава заповед на „Шарнхорст“ да стреля в отговор по „Инвинсибъл“, а на „Гнайзенау“ – съответно по „Инфлексибъл“. Шпее заема подветрената позиция, вятърът носи дима от комините на неговите крайцери настрани, което облегчава задачата на германските комендори. Стърди е принуден да заеме наветрената позиция, което съответно влошава видимостта за неговите комендори. Комендорите на „Гнайзенау“ бързо успяват два пъти да поразят своя опонент. В отговор Стърди заповядва завой на два румба северно, което увеличава дистанцията между противниците. Тази мярка изважда британските кораби отвъд пределите на досегаемост на германските оръдия, а в същото време германските кораби остават в пределите на досегаемост на британските оръдия. Двете страни временно спират огъня. В хода на началната фаза на биткйата „Гнайзенау“ получава две попадения, първият снаряд удря кърмовия комин, няколко човека са ранени и убити от осколките на снаряда. Вторият снаряд поврежда няколко корабни катера, осколките пробиват стените на няколко каюти при мидъла, а също така попадат в един от оръдейите погреби за 8,8 см оръдия, който немците наводняват, за да избегнат пожар.
Шпее в отговор на маневрата на Стърди бързо обръща на юг, което значително увеличава разстоянието между ескадрите, и увеличава вероятност, че германските кораби ще успеят да избягат под покрова на тъмнината. Стърди в отговор също обръща на юг и увеличава скоростта. Преимуществото по скорост на британците и ясното време скоро разсейват надеждите на немците да се скрият. Въпреки това, маневрата на Стърди позволява на Шпее да завие на на север, благодарение на което „Шарнхорст“ и „Гнайзенау“ се сближават с противника достатъчно, че да успеят да пуснат в ход своята спомагателна артилерия, огънят на която се оказва толкова ефективен, че това принуждава британците отново да сменят курса. След възобновяването на боя британския огън става по-точен, а тъй като британците стрелят при много големи дистанции, снарядите започват да падат навесно, попадайки и пробивайки тънката палубна броня, а не по-дебелия пояс. На този етап „Гнайзенау“ получава няколко попадения, в т.ч. и подводни попадения, започва наводняването на котелни отделения № 1 и№ 3.
След това Стърди обръща наляво, опитвайки се да заеме подветренна позиция, но Шпее, на свой ред, прави поворот, за да остане на по-удобната за него подветренна позиция, обаче тази маневра нарушава бойния ред и сега вече „Гнайзенау“ влиза в бой с „Инвинсибъл“. По време на разворота „Гнайзенау“ временно се скрива зад кълбата дим, и британските кораби съсредоточават обстрела си върху „Шарнхорст“, който по времето на тази част от боя получава сериозни повреди. Шпее и Меркер си разменят сигнали, за да определят състоянито на всеки кораб. Шпее завършва предаването с твърдението, че Меркер е бил прав, когато възразява против нападението над Фолкландите. В 15.30 „Гнайзенау“ получава попадение в десния борд, снарядът прониква в машинното отделение по десния борд и вади от строя двигателната установка, оставявайки на крайцера едва два действащи винта. В 15.45 в „Гнайзенау“ е ударен от друг снаряд, който разбива предния комин на крайцера, в 16.00 котелно отделение № 4 излиза от строя.
В 16.00 Шпее заповядва на „Гнайзенау“ да се опита да избяга, а сам сменя курса и се опитва да изстреля торпеда по преследвачите си. Обаче поради повредите в двигателната установка и котелните скоростта на „Гнайзенау“ пада до 16 възела (30 км/ч) и крайцерът продължава да се сражава. „Гнайзенау“ не успява да избегне британския огън и по това време получава попадание в мостика. В 16.15 е уцелен от още два снаряда, един пробива кораба проходно и не детонира, а другият попада в лазарета, погубвайки болшинството от ранените, намиращи се там. В 16.17 „Шарнхорст“ ляга на левия си борд и потъва, а британските кораби съсредоточава огъня по „Гнайзенау“ без да се опитват да спасят екипажа на „Шарнхорст“. По това време в боя влиза „Карнарвон“. Но когато дистанцията е съкратена до 8,5 км оцелелите германски оръдия започват плътен обстрел, което принуждава британците отново да обърнат, така че да увеличат дистанцията до 13,5 км.
В хода на финалната фаза от сражението моряците на „Гнайзенау“ изчерпват боеприпасите си, и преминават на стрелба с инертни учебни снаряди, един от тях попада в „Инвинсибъл“. В 17.15 в „Гнайзенау“ е ударен от още три снаряда, два от тях попадат в подводната част на десния борд, а един в каземата на десния борд. Двете попадения предизвикват силен теч, но третото не нанася сериозен ущърб, оръдейният разчет там вече е убит от предходните попадения и казематът е обхванат от огън. „Гнайзенау“ получава още няколко снаряда и към 17.30 корабът е превърнат в горяща развалина, той е силно накренен по десния борд, от него излиза дим. В 17:35 Меркер заповядва на екипажа да постави взривните заряди и да се събере на палубата, тъй като корабът вече не може да продължава боя. Независимо от заповедта на Меркер, предната кула изстрелва своя последен снаряд, което принуждава „Инфлексибъл“ да стреля в отговор, британският снаряд попада в предния превързочен пункт, погубвайки множество ранени. В 17.42 сработват потопяващите заряди, а командата на предния торпеден апарат изстрелва торпедо, за да отвори торпедната тръба и да ускори наводняването.
Корабът бавно се преобръща и потъва, но 270 моряка от 300 успяват да се спасят. Много от тях умират бързо след потапянето в студената вода, с температура от 4°C. Всичко в боя загиват 598 души от екипажа на „Гнайзенау“, лодките, спуснати от „Инвинсибъл“ и „Инфлексибъл“ качват 187 души, най-старши по звание сред оцелелите се оказва корветенкапитан (капитан 3-ти ранг) Ханс Похамер. Крайцерите „Лайпциг“ и „Нюрнберг“ също загиват. Само крайцерът „Дрезден“ успява да избяга, но в крайна сметка британците разбират, че той се крие при островите Хуан Фернандес и го унищожават в последващ бой. В резултат на пълното унищожаване на германската ескадра загиват 2200 германски моряка, включая адмирал граф фон Шпее и двата му сина.